# Shomin-geki
Shomin-geki (庶民劇) es una palabra pseudojaponesa inventada por los estudiosos y académicos de cine occidentales para referirse a un tipo de cine japonés. En concreto, se emplea para describir un género cinematográfico constituido por películas centradas en el drama familiar y en la vida cotidiana de gente corriente y que, además, constituyen una forma de crítica o expresión artística sobre la sociedad japonesa. Este género podría considerarse como una vertiente del género gendai-geki, dado que las películas que se engloban en ambos géneros suelen consistir en dramas contemporáneos que se desarrollan en el mundo moderno. No obstante, el shomin-geki y el gendai-geki acostumbran a tratarse como géneros independientes. En japonés la palabra correcta para designar este género es shōshimin-eiga.
Mikio Naruse y Yasujiro Ozu son dos de los directores más prominentes cuyas obras entroncan mejor con la temática propia de este género. Otros directores de los que también se ha dicho que han trabajado el shomin-geki son Heinosuke Gosho, Keisuke Kinoshita, y ocasionalmente Kenji Mizoguchi.

## La historia del género
En 1923, Yasujirō Shimazu dirigió Padre (Otôsan), película que marca el inicio del shomin-geki. Shimazu empleó este género como vehículo para la comedia ligera.
El shomin-geki se empezó a desarrollar en una época en que los melodramas adquirieron gran protagonismo. Uno de los cineastas que producía más melodramas era el joven Mikio Naruse, quien en 1935 dirigió ¡Esposa! ¡Sé como una rosa!, una película sonora que marcó un alejamiento del melodrama y el principio de su obra en el shomin-geki, género que había estado creciendo simultáneamente al melodrama.
Las películas típicamente designadas como shomin-geki son las que tratan acerca de las vidas de gente corriente, particularmente de individuos integrantes de la clase media baja. Hasta entonces, habían predominado las películas centradas en las clases altas y en el proletariado, pero no fue hasta el shomin-geki que la clase media japonesa contó con un género enteramente dedicado a contar sus historias. Uno de los directores que se acabó especializando en el género fue el mismo que marcó su inicio en 1923: Yasujiro Shimazu. En 1925 empezó a experimentar con las formas del género con A Village Teacher, película que cuenta la historia de un profesor de escuela muy mayor y sus alumnos. Es una película similar a la conocida Twenty-four Eyes (Nijushi no Hitomi), dirigida por Keisuke Kinoshita en 1954, quien fue uno de los muchos asistentes de Shumazu que alcanzó el éxito y la fama.
Otro director que se especializó en el género fue Heinosuke Gosho, otro asistente de Shimazu, a quien se le atribuye el crédito de haber desarrollado las formas propias del género. Ya en 1927 había mostrado interés por el género en una película como The Lonely Roughneck (Sabishii Rambo-mono), así como en 1928 con The Village Bride (Mura no Hanayome). Gosho dirigió en 1931 la primera película sonora japonesa Mi esposa y la del vecino (Madamu to nyobo), una comedia con rasgos de shomin-geki. Esta película fue indicativo del giro cómico que dio el género cuando llegó el sonoro.
El shomin-geki dio un giro más en las películas de Kajiro Yamamoto. Su película de 1938 Composition Class (Tsuzurikata Kyoshitsu) constituye una colección de episodios, cuyo principal propósito era mostrar cómo ciertos acontecimientos dan forma a las vidas de los personajes principales, procediendo la unidad del relato no de la historia en sí misma sino del efecto acumulativo de los episodios en su conjunto.
El shomin-geki alcanzará un pico expresivo en las décadas de los 50 y los 60, en el Japón de la posguerra y de las secuelas de la americanización, de la mano de directores como Yasujiro Ozu y Mikio Naruse, quienes realizaron aportaciones tan relevantes y tan representativas como Cuentos de Tokio (1953) y Cuando una mujer sube la escalera (1960) respectivamente. Estos dos directores transcendieron las formas del género y demostraron su capacidad para hablar de la realidad en la que vivía la sociedad japonesa de la época. Sus películas habitualmente giraban en torno a personajes femeninos en relación con una sociedad cambiante y necesitada de cambio. No obstante, ambos directores enfocan esta realidad desde ópticas diferentes: mientras que el cine de Ozu es tierno y ligero, el de Naruse es crudo y pesimista.
La huella de ambos directores ha sido imborrable y, pese a que quizá el término shomin-geki se asocie más a una época pasada, aún hay directores cuya obra fílmica podría englobarse en este género. Un claro ejemplo sería la figura del ganador de la Palma de Oro en 2018, el japonés Hirokazu Koreeda. El cine de Koreeda incorpora rasgos identitarios del shomin-geki y su filmografía, igual que la de Ozu o la de Naruse en su momento, compone "un muestrario de la transformación social sufrida por Japón desde la posguerra, quedando expuesta la fragilidad de los valores inherentes en la estructura familiar".

## Temas recurrentes
Aunque cada película es distinta y el enfoque de cada director es personal, en el género del shomin-geki se pueden identificar algunos temas recurrentes y algunos rasgos característicos.
Así, el shomin-geki establece una dialéctica con la época en que se realiza. En este sentido, muchas de las películas que integran este género podrían entenderse como representación o reflejo de una realidad concreta. Lo cierto es que todas ellas hacen referencia a realidades sociales que definen el momento en que se realizan, y a otras que han probado ser históricamente transversales, como por ejemplo la disparidad generacional y los conflictos derivados de esta, los cuales se suelen manifestar en el microcosmos familiar. Además, las películas de este género destacan por ejemplificar el concepto japonés del mono no aware.

## Aclaración de términos
- Shomin (庶民) - gente corriente, pueblo, masas, plebeyo.[9]
- Shōshimin (小市民) - pequeña burguesía, clase media baja.[10]
- Geki (劇) - drama, obra.[11]